# Górne źródło ciepła
Górne źródło ciepła – zbiornik (źródło) ciepła, z którego pobierane jest ciepło napędowe obiegu termodynamicznego w silnikach cieplnych albo do którego oddawane jest ciepło (w maszynach cieplnych roboczych realizujących pełny obieg termodynamiczny).
Temperatura górnego źródła ciepła jest:
- wyższa od najwyższej występującej w obiegu termodynamicznym silników cieplnych;
- niższa od najwyższej występującej w obiegu termodynamicznym maszyn roboczych.

Do obliczeń sprawności termodynamicznej obiegu, jako temperaturę górnego źródła ciepła przyjmuje się najwyższą temperaturę czynnika pojawiającą się w obiegu zarówno dla maszyn roboczych jak i silników.
W siłowniach i elektrowniach cieplnych jak również silnikach spalinowych (obieg prawobieżny) górnym źródłem ciepła jest zwykle energia chemiczna spalanego paliwa w kotle parowym bądź komorze spalania. Energia cieplna może też pochodzić z reaktora jądrowego, jak również dowolnego wymiennika ciepła.
W chłodziarkach górnym źródłem ciepła jest otoczenie, w pompach ciepła zbiornik ciepłej wody użytkowej lub instalacja centralnego ogrzewania (obiegi lewobieżne).